# Evaldo de Oliveira
Evaldo de Oliveira (Rio de Janeiro, 24 de junho de 1916 – 26 de abril de 1989) foi um farmacêutico e médico brasileiro.
Graduado em farmácia pela Faculdade de Farmácia e Odontologia do Estado do Rio de Janeiro (1936) e em medicina pela Faculdade de Ciências Básicas do Estado da Guanabara (1941). Foi eleito membro da Academia Nacional de Medicina em 1967, sucedendo Oswaldo de Almeida Costa na Cadeira 96, que tem Rodolpho Albino como patrono.